# Band Ohne Namen
Band Ohne Namen  (Band Zonder Naam, ook bekend als B.O.N.) is een voormalig Duitse popgroep, opgericht door Guy Cross en Claus Capek in 1999. Ze braken door in 2000 met hun nummer Boys. Dit was oorspronkelijk in het Duits, met een Engels refrein. Ze braken pas door toen het hele nummer was vertaald in het Engels. Hun volgende nummer, B.O.N. in the USA, was een Engelse vertaling van hun nummer No. 1. Alhoewel hun Engelse nummer Nobody niet zo beroemd werd als hun voorgaande nummers, kreeg hun Duitse nummer Take My Heart de status "goud" in Duitsland.
Hun derde album, See My Life, was het laatste voordat de bandleden uit elkaar gingen in 2003.

## Discografie
- No.1
- B.O.N. in the USA
- See My Life